# Graf-Ignatiew-Straße
Graf-Ignatiew-Straße (bulgarisch улица Граф Игнатиев / uliza Graf Ignatiew, umgangssprachlich bulgarisch Графа, der Graf) ist eine der wichtigsten Straßen im Zentrum der bulgarischen Hauptstadt Sofia, benannt nach dem russischen Diplomaten Graf Nikolai Pawlowitsch Ignatjew. Sie ist 1,5 km lang, verläuft südlich annähernd parallel zum Boulevards Zar Oswoboditel und erstreckt sich zwischen dem Boulevard Ewlogij Georgiew im Osten und der Alabin-Straße im Westen. Die Graf-Ignatiew-Straße kreuzt unter anderem die Rakowski-Straße und den Boulevard Wassil Lewski (vormals Boulevard Marschal Tolbuchin).
Der Giuseppe-Garibaldi-Platz und der Slawejkow-Platz befinden sich auf dieser Straße. Entlang der Straße laufen einige Straßenbahnlinien. Kurz nach der Befreiung Bulgariens (1878) trug sie den Namen Samokowska-Straße, weil ihre südöstliche Verlängerung die Landstraße nach Samokow war. Seit dem 26. April 2007 ist die Straße eine Fußgängerzone.

## Baudenkmäler und Sehenswürdigkeiten
- Kirche Sweti Sedmotschislenizi
- Haus Iwan Balabanows (Nr. 2), entworfen vom Architekten Nikola Lasarow im Jahre 1914

## Galerie

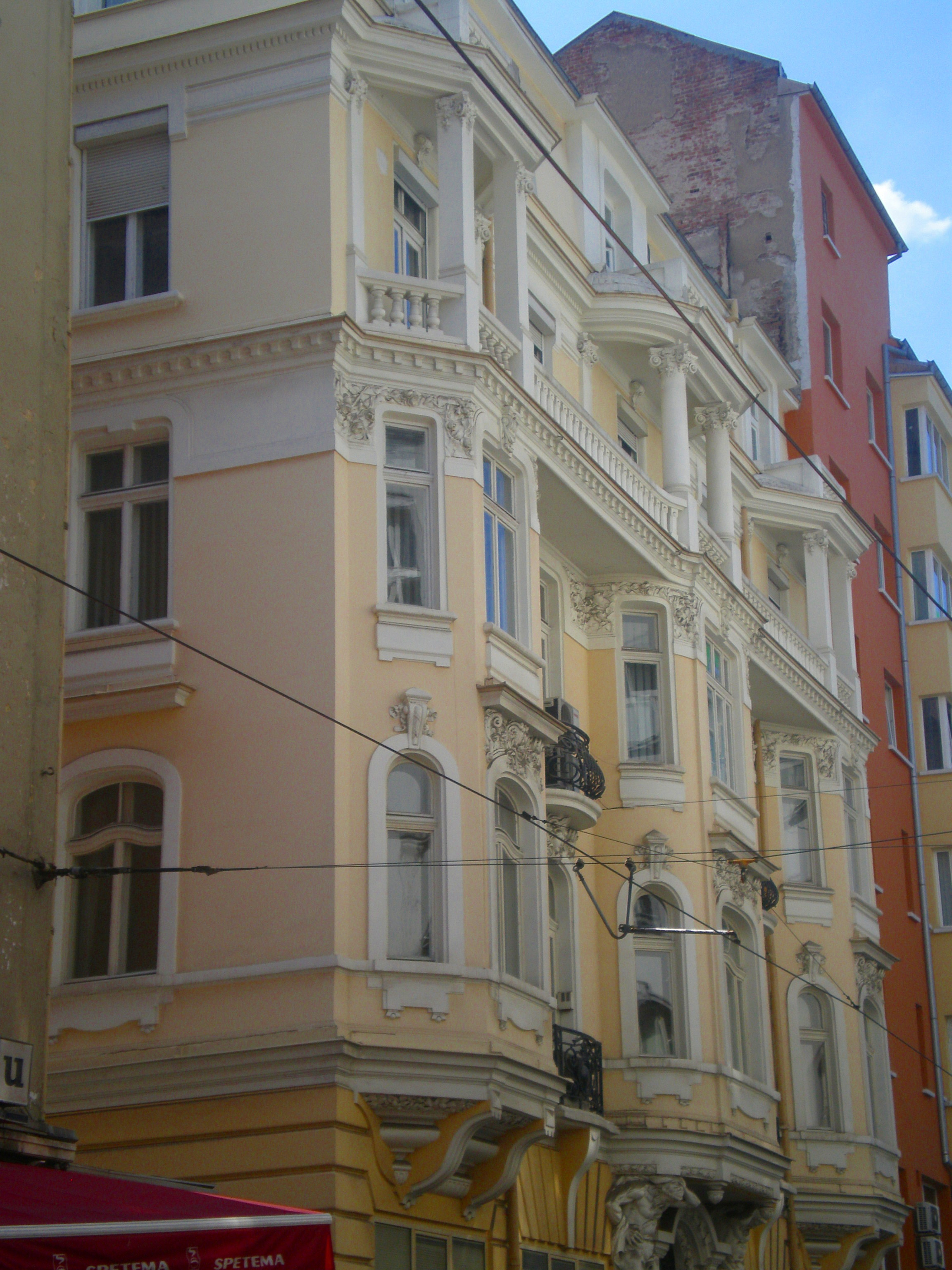
Haus Iwan Balabanows (Nr. 2), entworfen vom Architekten Nikola Lasarow im Jahre 1914
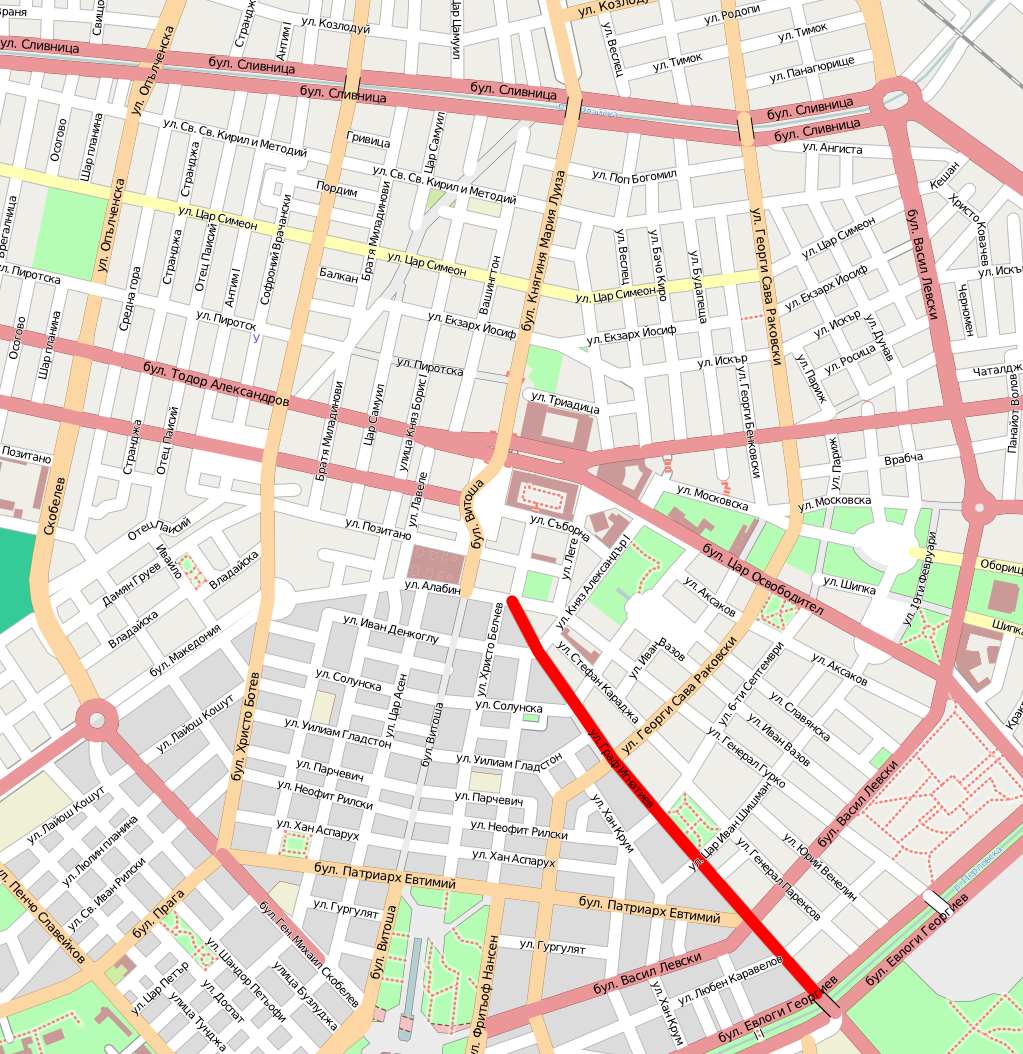
Lage der Graf-Ignatiew-Straße im Zentrum von Sofia